# Central nuclear de Zaporiyia
La Central nuclear de Zaporiyia (en ucraniano: Запорізька атомна електростанція, romanizado: Zaporizska atomna elektrostantsia, abreviado ЗАЕС/ZAES) en Ucrania es la mayor central nuclear de Europa y una de las 10 mayores del mundo.
La central está situada en el Sur de Ucrania, en Enerhodar, cerca de la ciudad de Zaporiyia, en la orilla Sur del embalse de Kajovka en el río Dniéper. Tiene seis reactores de agua presurizada VVER-1000 cada uno con un rango de potencia de 950 MWe con una salida de energía total de 5.700 MWe. Los primeros cinco fueron puestos en línea exitosamente entre 1985 y 1989, y el sexto fue añadido en 1995. La central genera alrededor de la mitad de la energía eléctrica nuclear del país y más de una quinta parte del total de energía generada en Ucrania.

## Ataques recibidos desde 2022
En el marco de la invasión rusa de Ucrania de 2022, la central fue atacada por fuerzas rusas a partir del 28 de febrero, y sufrió un incendio en uno de sus edificios. El 4 de marzo, la central estaba en manos de fuerzas rusas, funcionaba normalmente y no había sufrido daños que comprometieran la seguridad, manteniéndose la radiación en la zona en niveles normales.
De acuerdo a fuentes ucranianas, la central había sido atacada y sufrió un fuerte bombardeo de mortero por parte del ejército ruso en un intento por controlarla, aunque los atacantes habrían sido obligados a retirarse en ese momento y tanto la central como la ciudad habrían permanecido en poder de los ucranianos. Posteriormente, las fuerzas rusas habrían vuelto a intensificar los bombardeos, lo que habría resultado en un incendio que fue luego controlado por bomberos ucranianos. Finalmente, la central habría caído en manos de los atacantes rusos durante la noche del 3 al 4 de marzo.
De acuerdo al ministerio de Defensa ruso, la central habría caído en manos rusas el día 28 de febrero, y habría sido atacada el 3 de marzo por fuerzas ucranianas, que habrían sido repelidas y en su retirada habrían provocado el incendio en uno de sus edificios.
El 13 de agosto de 2024 el mundo pone su atención nuevamente en un escenario de dudosa procedencia, ya que luego de registrarse un incendio en parte de la planta, tanto fuerzas ucranianas como rusas se acusan de un supuesto ataque con drones que aún, por suceder tan recientemente, no se ha logrado confirmar.